# Necrophila americana
Necrophila americana es una especie de coleóptero polífago de la familia Silphidae propio de Norteamérica. Miden entre 12 a 22 mm.
Deposita sus huevos en la carne de animales muertos, de los cuales se alimenta la larva. No debe confundirse con Nicrophorus americanus que es otra especie de la misma familia.
A veces tiene una relación mutualista con ácaros foréticos como Poecilochirus que se adhieren a su tórax para ser transportados. Estos ácaros se alimentan de larvas y huevos de moscas que son competidoras del escarabajo.